# Manuquibia (Vatuvou)
Manuquibia ist eine osttimoresische Aldeia im Suco Vatuvou (Verwaltungsamt Maubara, Gemeinde Liquiçá). 2015 lebten in der Aldeia 242 Menschen.

## Geographie
Manuquibia liegt im Südwesten des Sucos Vatuvou. Nördlich liegt die Aldeia Bouraevei, nordöstlich die Aldeia Lissa-Ico und östlich die Aldeia Mau-Ubu. Im Nordwesten grenzt Manuquibia an den Suco Maubaralissa und im Westen und Süden an den Suco Lissadila. Eine Straße verbindet den Ort Manuquibia im Zentrum der Aldeia mit Lissadila im Süden und Maubara an der Nordküste Timors.
Bis 2015 war das Gebiet noch Teil des Sucos Lissadila.

## Politik
2023 wurde Julio de J. Afonso zum Chefe de Aldeia gewählt.